# Stenhomalus complicatus
Stenhomalus complicatus là một loài bọ cánh cứng trong họ Cerambycidae.